# Song Ping
Song Ping (Chinois: 宋平; pinyin: Sòng Píng), né en 24 avril 1917, est un homme politique chinois membre du Parti communiste chinois. Il a été membre du bureau politique du Comité permanent lors du 13e Politburo du Parti communiste chinois. Il est considéré comme un membre de la deuxième génération de dirigeants Chinois. Il est actuellement le plus ancien dirigeant national en Chine.

## Biographie
Song Ping rejoint le Parti communiste chinois en 1937 et travaille dans les services de formation de Yanan puis il rejoint la presse du parti à Chungking. Il y assure aussi le secrétariat personnel de Zhou Enlai. Puis il travaille dans le secteur de l'industriel militaire. Après la révolution culturelle, il revient dans le domaine politique et prend la tête de la province du Gansu où il assure aussi le poste de commissaire politique de l'armée.